# 벨린다 칼라일
벨린다 칼라일(Belinda Carlisle, 1958년 8월 17일 ~ )은 미국의 가수이다.

## 음반 목록
- 1986: Belinda
- 1987: Heaven on Earth
- 1989: Runaway Horses
- 1991: Live Your Life Be Free
- 1993: Real
- 1996: A Woman and a Man
- 2007: Voila
- 2017: Wilder Shores

## 사생활
2013년 6월, 동물권 단체 PETA와의 인터뷰에서, 채식주의자로 돌아온 계기를 밝혔다.
채식을 한동안 끊고 있었는데, 그것은 기분 좋은 일이 아니었다. 내 스스로 동물을 고기 접시로서 생각하지 않으려 했지만, 그렇게 깊이 빠져 있었다. 정말 지긋지긋했다. 특히 닭고기를 보면 너무 수치스러웠다. 한편 비폭력을 계율로 하는 요가 수련을 시작했고, 육식은 그 일과 어울리지 않는다는 것을 깨달았다. 현재 나는 요가를 가르친다. 그래서 공장식 농장을 지원하고 사회적 책임을 지지 않기 위한 자부심으로 가득 차 있다.

1991년에는 PETA의 자선 앨범 "Tame Yourself"에 참여해서 "Bless the Beasts and the Children"라는 곡을 기여하기도 했다.